# Кришур
Кришур (рум. Crișuri), інша назва Сомеш (рум. Someș) — один із десятьох цинутів Румунського королівства з адміністративним центром у місті Клуж. Включав території трансільванських областей Марамуреш і Кришана.

## Історія
Цинут виник 1938 року після започаткованої королем Каролем II так званої адміністративно-конституційної реформи, спрямованої на встановлення диктатури і, як результат, посилення централізації територіального управління. Саме тому було скасовано поділ країни на 71 жудець і утворено 10 цинутів, які охоплювали території від чотирьох до десятьох колишніх жудеців. Цинут Крішурь складався зі сімох жудеців:
- Біхор (рум. Bihor), центр — Орадя
- Клуж (рум. Cluj), центр — Клуж
- Марамуреш (рум. Maramureș), центр — Сігет
- Сату-Маре (рум. Satu Mare), центр — Сату-Маре
- Селаж (рум. Sălaj), центр — Залеу
- Сомеш (рум. Someș), центр — Деж
- Турда (рум. Turda), центр — Турда

Цинут налічував 56 плас (волостей), 16 міст і 1575 сіл. Площа цинуту становила 33 385 км², на якій проживало 2 143 453 особи, з яких станом на 1 липня 1937 року 372 609 були мешканцями міст.
У 1939 році жудець Турда було відступлено цинутові Муреш в обмін на жудець Несеуд (рум. Năsăud), адміністративним центром якого було місто Бистриця.
Керував цинутом королівський резидент, якого призначали указом короля на шість років.
Цинут перестав існувати в 1940 році внаслідок територіальних втрат Румунії на користь СРСР та держав Осі, а також зречення короля.

## Зміст назви
Назва цинуту походить від трьох річок цієї провінції — Крішул-Алб, Крішул-Негру і Крішул-Репедя та являє собою форму множини спільного для цих гідронімів першого слова, тим самим указуючи на ці три річки.